# Musa Çaxarxan Czachorowski
Musa Çaxarxan Czachorowski (ur. 1953 we Wrocławiu) – polski dziennikarz, poeta, prozaik, tłumacz oraz wydawca, działacz tatarskiej społeczności muzułmańskiej.

## Życiorys
Redaktor naczelny kwartalnika „Przegląd Tatarski”, polskiej edycji „Lietuvos totoriai”, wychodzącego w latach 2010-2012 „Muzułmanie Rzeczypospolitej” oraz redaktor prowadzący „Rocznika Tatarów Polskich”. Rzecznik prasowy Muzułmańskiego Związku Religijnego w RP (MZR RP), a także przedstawiciel MZR w RP w województwie dolnośląskim.
Zajmuje się tłumaczeniami, korektą, redakcją tekstów większości publikacji wydawanych przez Najwyższe Kolegium Muzułmańskie MZR w RP. Autor kilkunastu zbiorów poetyckich, tłumaczeń bajek tatarskich oraz licznych publikacji związanych z tematyką tatarską i muzułmańską, w tym przekładu Koranu (trzy wydania polskie: 2018, 2020, 2021 oraz dwa tureckie: 2022). Jego utwory zostały przetłumaczone na arabski, azerbejdżański, chorwacki, rosyjski, tatarski, turecki i węgierski.

## Wybrane publikacje
- Jeszcze tylko ten step… Na trzydziestolecie działań literackich (2013)
- Czasopiśmiennictwo tatarskie i muzułmańskie w Polsce w latach 1945-2015 (2015)
- Tylko niebo (2016)
- Trzy źródła (2017)
- Pamięć (2018)
- Tatarzy w służbie Polsce 1918-2018 (2018)
- Tatarskie serca (2022)
- Czasopiśmiennictwo Tatarów polskich po roku 1945 (2024)